# Karpas
Poluotok Karpas (grč. Καρπασία, tur. Karpaz) je poluotok na sjeveroistoku Cipra. Ima veliko strateško značenje. Na poluotoku je Rt Apostolos Andreas (tur. Burnu Zafer) – najsjeverniji i najistočniji rt Cipra. Na rtu se nalazi samostan Apostolos Andreas (Apostola Andrije) koji je upisan na listu svjetske baštine UNESCO-a, te je značajan pravoslavni hodočasnički centar (nazvan ciparskim Lourdesom).
Najznačajnija gospodarska djelatnost na poluotoku je proizvodnja duhana. Najveći grad na poluotoku je Rizokarpaso (grč. Ριζοκάρπασο, tur. Dipkarpaz). Tamo živi najveća grčka zajednica na sjeveru Cipra.

## Vanjske poveznice
|  | Zajednički poslužitelj ima još gradiva o temi Karpas |